# Lista de prefeitos de Papanduva
Esta é a lista de prefeitos e vice-prefeitos de Papanduva, município do estado brasileiro de Santa Catarina, que em 30 de dezembro de 1953, sob a Lei Estadual nº 133, deixou de ser distrito de Canoinhas, elevando-se-se à categoria de município:
| N° | Prefeito                    | Partido | Vice-prefeito                          | Início do mandato       | Fim do mandato          | Observações                                           |
| -- | --------------------------- | ------- | -------------------------------------- | ----------------------- | ----------------------- | ----------------------------------------------------- |
| 1  | Esmeraldino Maia de Almeida |         | —                                      | 11 de abril de 1954     | 15 de novembro de 1954  |                                                       |
| 2  | José Guimarães Ribas        |         | —                                      | 16 de novembro de 1954  | 15 de novembro de 1959  |                                                       |
| 3  | Jovino Tabalipa             |         |                                        | 16 de novembro de 1959  | 15 de novembro de 1964  |                                                       |
| 4  | Brasil Alves Fagundes       | PSD     |                                        | 16 de novembro de 1964  | 30 de janeiro de 1966   | Prefeito eleito por voto indireto                     |
| 5  | Aloísio Partala             | ARENA   |                                        | 1º de fevereiro de 1966 | 1º de fevereiro de 1970 | Prefeito eleito em sufrágio universal                 |
| 6  | Rubens Alberto Jazar        | ARENA   | Olímpio Raulino Schadeck (ARENA)       | 2 de fevereiro de 1970  | 31 de janeiro de 1973   | Prefeito e vice eleitos em sufrágio universal         |
| 7  | Aloísio Partala             | ARENA   | Pedro Giácomo de Luca (ARENA)          | 1º de fevereiro de 1973 | 31 de janeiro de 1977   | Prefeito e vice eleitos em sufrágio universal         |
| 8  | Nataniel Rezende Ribas      | MDB     | Francisco Frederico (MDB)              | 1º de fevereiro de 1977 | 31 de janeiro de 1983   | Prefeito e vice eleitos em sufrágio universal         |
| 9  | Félix Wawrzeniak            | PMDB    | Manoel Furtado (PMDB)                  | 1º de fevereiro de 1983 | 31 de dezembro de 1988  | Prefeito e vice eleitos em sufrágio universal         |
| 10 | Nataniel Rezende Ribas      | PMDB    | Florisval Bobiniak (PMDB)              | 1º de janeiro de 1989   | 31 de dezembro de 1992  | Prefeito e vice eleitos em sufrágio universal         |
| 11 | José Olandir de Lara Borges | PFL     | Mauri Edegar Grein (PDS)               | 1º de janeiro de 1993   | 31 de dezembro de 1996  | Prefeito e vice eleitos em sufrágio universal         |
| 12 | Mauri Edegar Grein          | PPB     | Ivo Augustin (PFL)                     | 1º de janeiro de 1997   | 31 de dezembro de 2000  | Prefeito e vice eleitos em sufrágio universal         |
| 13 | Humberto Jair Damaso Ribas  | PMDB    | Félix Wawrzeniak (PMDB)                | 1º de janeiro de 2001   | 31 de dezembro de 2004  | Prefeito e vice eleitos em sufrágio universal         |
| 13 | Humberto Jair Damaso Ribas  | PMDB    | Sidnei Ziezkovski (PSDB)               | 1º de janeiro de 2005   | 31 de dezembro de 2008  | Prefeito reeleito e vice eleito em sufrágio universal |
| 14 | Luiz Henrique Saliba        | PP      | Sandra Aparecida da Silva (DEM)        | 1º de janeiro de 2009   | 31 de dezembro de 2012  | Prefeito e vice eleitos em sufrágio universal         |
| 15 | Dario Schicoviski           | PSDB    | Humberto Jair Damaso Ribas (PMDB)      | 1º de janeiro de 2013   | 31 de dezembro de 2016  | Prefeito e vice eleitos em sufrágio universal         |
| 16 | Luiz Henrique Saliba        | PP      | João Jaime Ianskoski (PSD)             | 1º de janeiro de 2017   | 31 de dezembro de 2020  | Prefeito e vice eleitos em sufrágio universal         |
| 16 | Luiz Henrique Saliba        | PP      | João Jaime Ianskoski (PSD)             | 1º de janeiro de 2021   | 31 de dezembro de 2024  | Prefeito e vice reeleitos em sufrágio universal       |
| 17 | Tafarel Schons, Tafa        | PL      | Cleiton Alves Martins, Cleitinho (MDB) | 1º de janeiro de 2025   | Atual                   | Prefeito e vice eleitos em sufrágio universal         |